# Hunseby (plaats)
Hunseby is een plaats in de Deense regio Seeland, gemeente Lolland, en telt 436 inwoners (2013).